# De'Jon Davis
De'Jon Davis (Oakland, California, 8 de agosto de 1998) es un jugador de baloncesto estadounidense que pertenece a la plantilla del Çayırova Belediyesi de la TBL, la segunda división turca. Con 2,01 metros de estatura, juega en la posición de alero.

## Trayectoria deportiva
Es un jugador formado durante cuatro temporadas en la Universidad Baptista de California, donde jugaría desde 2016 a 2020 con los California Baptist Lancers.
Tras no ser elegido en el Draft de la NBA de 2020, el 20 de junio de 2020, fichó por el Beşiktaş de la Basketbol Süper Ligi, en el que solo disputó un encuentro.
En la temporada 2020-21, firma por el AEK Larnaca B.C. de la Primera División de baloncesto de Chipre, con el que disputa 21 encuentros en los que promedia 15,71 puntos.
El 13 de agosto de 2021, De'Jon se unió al AS Apollon Patras de la A1 Ethniki griega, para disputar la temporada 2021-22.